# Джек Демпсі

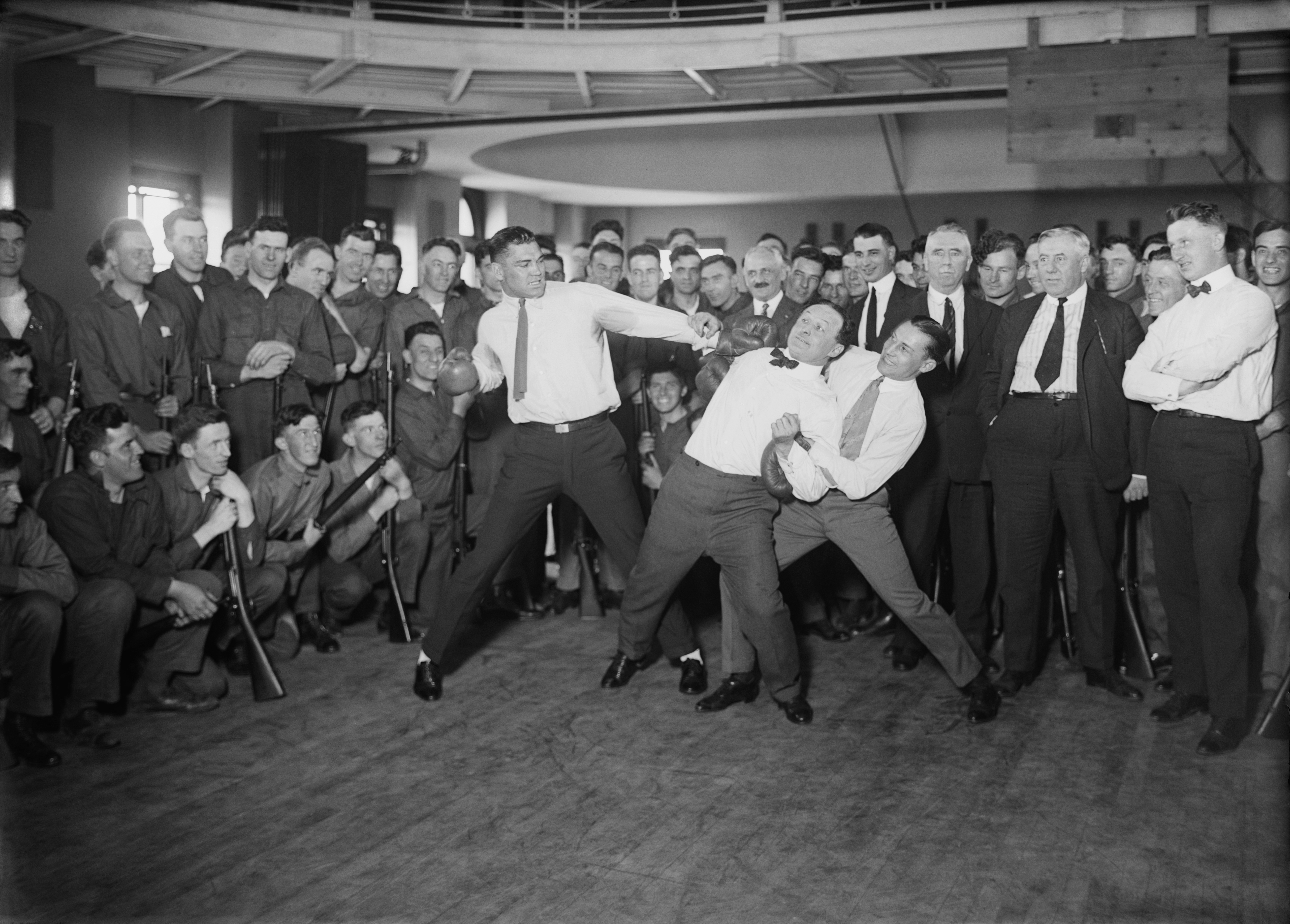

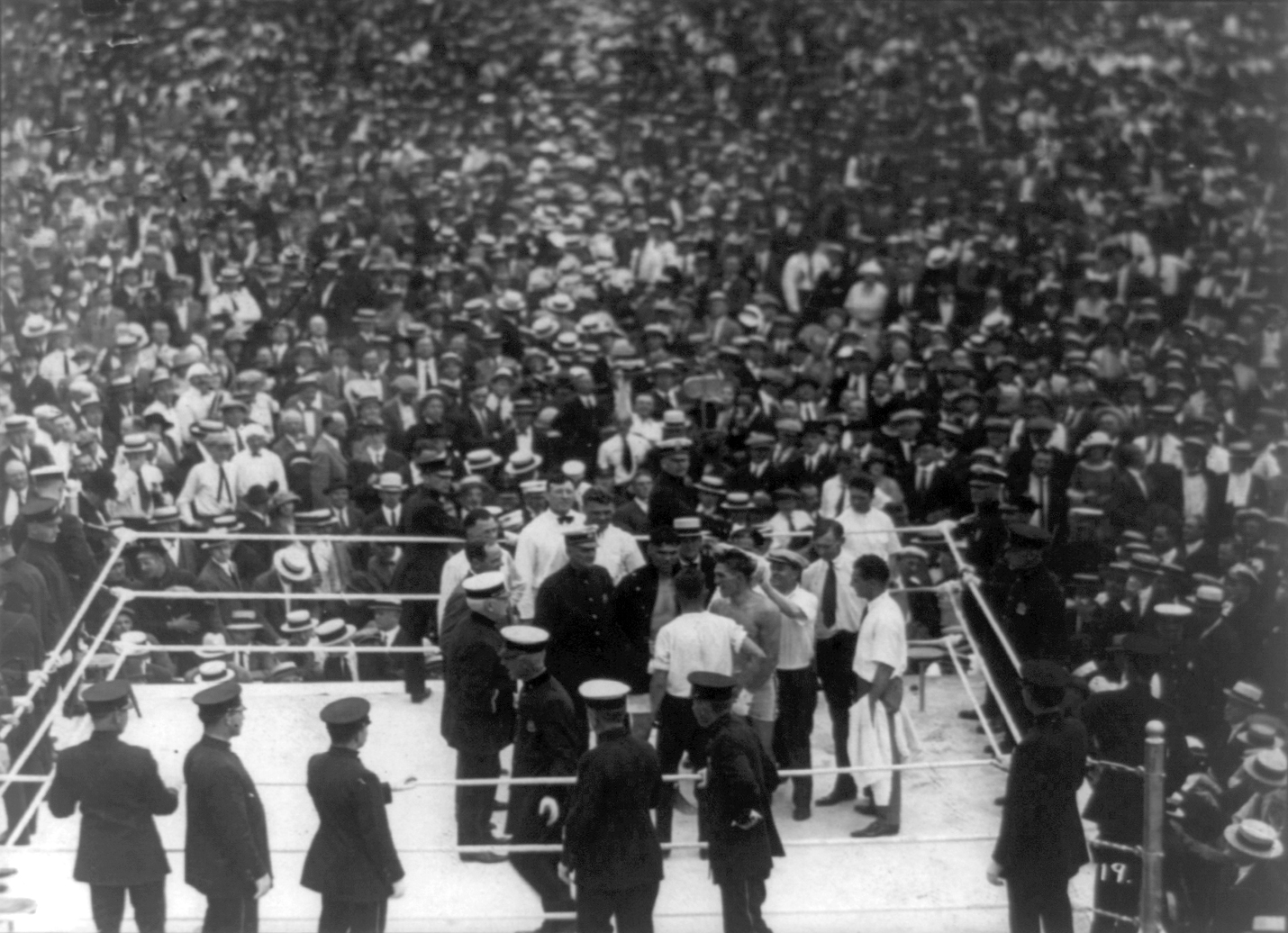

Вільям Харрісон Демпсі (англ. William Harrison Dempsey, більш відомий як Джек Демпсі, англ. Jack Dempsey або Костолом з Манасії, англ. Manassa Mauler; 24 червня 1895, Манасса, Колорадо, США — 31 травня 1983, Нью-Йорк, США) — американський боксер-професіонал, чемпіон світу в суперважкій вазі (1919 по 1926). Став культовим символом 1920-х рр. Його агресивний стиль і виняткова сила удару зробили його одним з найпопулярніших боксерів в історії боксу. Його бої встановили ряд рекордів відвідуваності.
1990 року був включений до Міжнародного залу боксерської слави.

## Професіональна кар'єра
Демпсі кинув початкову школу, щоб працювати, і пішов з дому у віці 16 років. Через брак грошей час від часу відвідував салуни і викликав охочих на бійки на ставки. Значна частина його ранньої кар'єри не зареєстрована і не зазначена таким чином у списку рекордів.
4 липня 1919 року вийшов на бій проти чемпіона світу у важкій вазі Джесса Вілларда. Віллард, відомий як "Велетень Поттаватамі", мав зріст 199 см і був фаворитом, але Демпсі вже в першому раунді сім разів надсилав того в нокдаун. Поєдинок, який повинен був тривати дванадцять раундів, завершився перемогою Демпсі вже в третьому.
Впродовж 1920—1923 років провів п'ять захистів звання чемпіону.
23 вересня 1926 року зустрівся в бою з Джином Танні і зазнав поразки одностайним рішенням суддів. 22 вересня 1927 року суперники зустрілися в реванші. Мільйони по всій країні слухали матч по радіо, а сотні репортерів висвітлювали подію. Демпсі програвав бій за очками, коли в сьомому раунді він збив Танні лівим хуком у підборіддя, надіславши в нокдаун. Демпсі спробував добити Танні до кінця раунду, але не зміг цього зробити. Той вперше в кар'єрі опинився в нокдауні, але знов здобув перемогу одностайним рішенням.

## Цікаві факти
2 липня 1921 року генеральний директор новоутвореної радіокорпорацій Америки Давид Сарнов (англ. David Sarnoff) провів сенсаційний радіорепортаж про матч боксерів-важковаговиків Джека Демпсі і Жоржа Карпантьє (Georges Carpentier), після якого значно зросли продажі радіоприймачів. Матч, що завершився перемогою Демпсі з нокаутом в четвертому раунді, примітний тим, що промоутер Демпсі Текс Рікард (George Lewis «Tex» Rickard), який організував матч в Джерсі-Сіті, зумів вперше в історії боксу отримати виручку більше одного мільйона доларів. Йому вдалося п'ять разів досягти подібного успіху, через шість років добившись рекордного досягнення в 2 мільйони доларів. Це досягнення було перекрите лише в середині 70-х рр. в епоху Мохаммеда Алі.
В романі «Хрещений батько» американського письменника Маріо П'юзо Майкл Корлеоне (молодший син дона Віто Корлеоне) зустрічається, а потім вбиває великого наркоторговця Виргилія Солоццо і капітана поліції Марка Мак-Класки в ресторані, який належить Джеку Демпсі. Сам боксер в романі не згадується.
В манзі і однойменному аніме «Перший крок» боксер на ім'я Іппо Макуноучі використовує в своїх боях так зване «обертання Демпсі».

## Вибрана фільмографія
- 1924 — Боротися і перемагати
- 1924 — Приведіть його
- 1924 — Завойовуй свій шлях
- 1933 — Боксер та леді